# Jean-Louis Davant
Pour les articles homonymes, voir Davant.
Jean-Louis Davant Iratzabal, né le 5 juillet 1935 à Arrast-Larrebieu, est un écrivain, poète, bertsolari, pastoralari et académicien basque français de langue basque et française.
Cofondateur d'Enbata et du parti abertzale EHAS, professeur et auteur de plusieurs livres d'histoire et de poésie, Jean-Louis Davant est une personnalité profondément attachée à la culture souletine.

## Biographie
Jean-Louis Davant fait des études primaires à Mauléon, des études secondaires à Ustaritz, puis des études d'ingénieur agronome à Angers. Il exerce par la suite la profession d'enseignant à l'école secondaire d'agriculture d'Hasparren.
Il collabore dès 1957 dans les périodiques tels que Gazte, Herria et Enbata, il devient ensuite membre correspondant de l'Académie de la langue basque en 1965. Les éditions Goiztiri de Bayonne publie en 1970 la première édition de Histoire du Pays Basque, accessible à tous, maintes fois rééditée, où il décrit sans distinction de frontières politiques, l'histoire des Basques. Il y retrace les lignes maîtresses historiques depuis l'antiquité jusqu'à nos jours. Écrivain de langue basque unifiée, il fera son entrée officielle comme membre titulaire à l'Euskaltzaindia le 22 août 1976.
Jean-Louis Davant devient directeur de l'école secondaire d'agriculture à Hasparren. En 1975, toujours intéressé par la politique, il fonde avec Manex Goyhenetche entre autres, le parti abertzale et socialiste EHAS ou Euskal Herriko Alderdi Sozialista, (Parti socialiste du Pays basque (1975-81)).
Il publie de nombreux articles dans les magazines tels que Herria, Enbata, Maiatz, Egin, Gara, Euskaldunon Egunkaria, Nabarralde et Argia. Jean-Louis Davant écrit aussi de nombreuses pastorales dont Abadia Ürrüstoi (Antoine d'Abbadie), mis en scène en 1990 dans la capitale de la Soule, à Mauléon, Eüskaldünak Iraultzan en 1993 à Gotein-Libarrenx.
Par ailleurs, Jean-Louis Davant est l'un des auteurs de Euskadi guduan - en guerra, qui explique l'histoire et la politique sociale et culturelle du Pays basque. Cet ouvrage a été écrit en collaboration avec Jokin Apalategi, Joselu Miguel Cereceda et Miguel Castells. Après la version castillane, l'édition française Euskadi guduan - Euskadi en guerre sera interdite par le ministre Charles Pasqua, « parce qu'il encourage le séparatisme ». Auteur aussi de deux romans dont un sur la guerre d'Algérie à laquelle il a participé et de deux recueils de poèmes. Selon Itxaro Borda « On retrouve l’homme pondérant et juste derrière chaque mot qu’il écrit, ses poèmes reflètent la recherche de l’équilibre des phrases et des idées ; il ne s’emporte finalement que lorsqu’il entend parler de jacobinisme ! »

### En français
- L'économie basque, Cahier du mouvement Enbata, 1967
- Histoire du peuple basque  (préf. Lorea Uribe Etxebarria), Bayonne, Elkar argitaletxea, octobre 2009 (1re éd. 1970), 352 p. (ISBN 978-84-9783-548-0)
- Euskadi Guduan : le Pays basque en guerre en collaboration avec Jokin Apalategi, Joselu Miguel Cereceda, M. Castells, 1987.
- Le « problème basque » en 20 questions, Elkarlanean, 2006

Articles publiés au musée basque et de l'histoire de Bayonne

### En basque
Textes narratifs
- Iparraren bila, Elkarn, 1986

Pastorales
- Abadia Urrüstoi, Durangoko Udala, 1986
- Abadia Urrüstoi, Mauléon, 1990
- Eüskaldünak Iraultzan, Gotaine Irabarne, 1993
- Aguirre Presidenta, Arrokiaga, 1995
- Xiberoko Makia[6], Sohüta, 2001
- Antso Handia, Mauléon, 2004
- Xiberoko Jauna, Espès-Undurein, 2008

Il écrira respectivement en 2013 et 2015, les Pastorales à Chéraute sur le thème de René Cassin et aux villages de Trois-Villes et Sauguis sur le thème de Aita Lhande.
Essais
- Aberri eta klase burruka eta klase burruka euskal mogimenduan , Elkar, 1977
- Zuberoako idazle zenduak, Elkar, 2001

Livres de collection
- Idazlan hautatuak, Elkar, 2004, 258 p.  (ISBN 8497830725),  (ISBN 9788497830720)
- Zuberoako literaturaz. Antologia laburra, Euskaltzaindia, 2009

Bersoak
- Makila gorria, Elkar, 1980

Poèmes
- Igante xuri, 1980
- Gereziak non dira..., 1981
- Denboraren aroak, éditions Bilbao Bizkaia Kutxa, 1982
- Maite zintuda, 1984
- Nahi gabe, 1985, éditions Caja de Ahorros Municipal de Pamplona
- Ez beha poetari, 1986
- Itsasoak iraultzan, Maiatz, 1986
- Ihesi, Maiatz, 1990
- Harri txintxolak, Elkar, 2003

Pour Nabarralde
- Ez nintzan jüdü
- 2010ko pastorala
- Xahoren ekintza bat
- NOAIN, Getzeko gudukaz
- Berreterretxen kantorea
- Pregoia: Noain 2005
- Zuberoako azken Bizkontea

Autres travaux ou ouvrages
- (eu) Lucien Etxezaharreta
- (es + fr) Euskadi guduan - en guerra en collaboration avec Jokin Apalategi, Joselu Miguel Cereceda et Miguel Castells, Benito Garai (Illustrateur), Alfonso Sastre (Préface), Ekin, 1987  (ISBN 2906577006), (ISBN 978-2906577008)